# Hauptstraße 86 (Adenau)

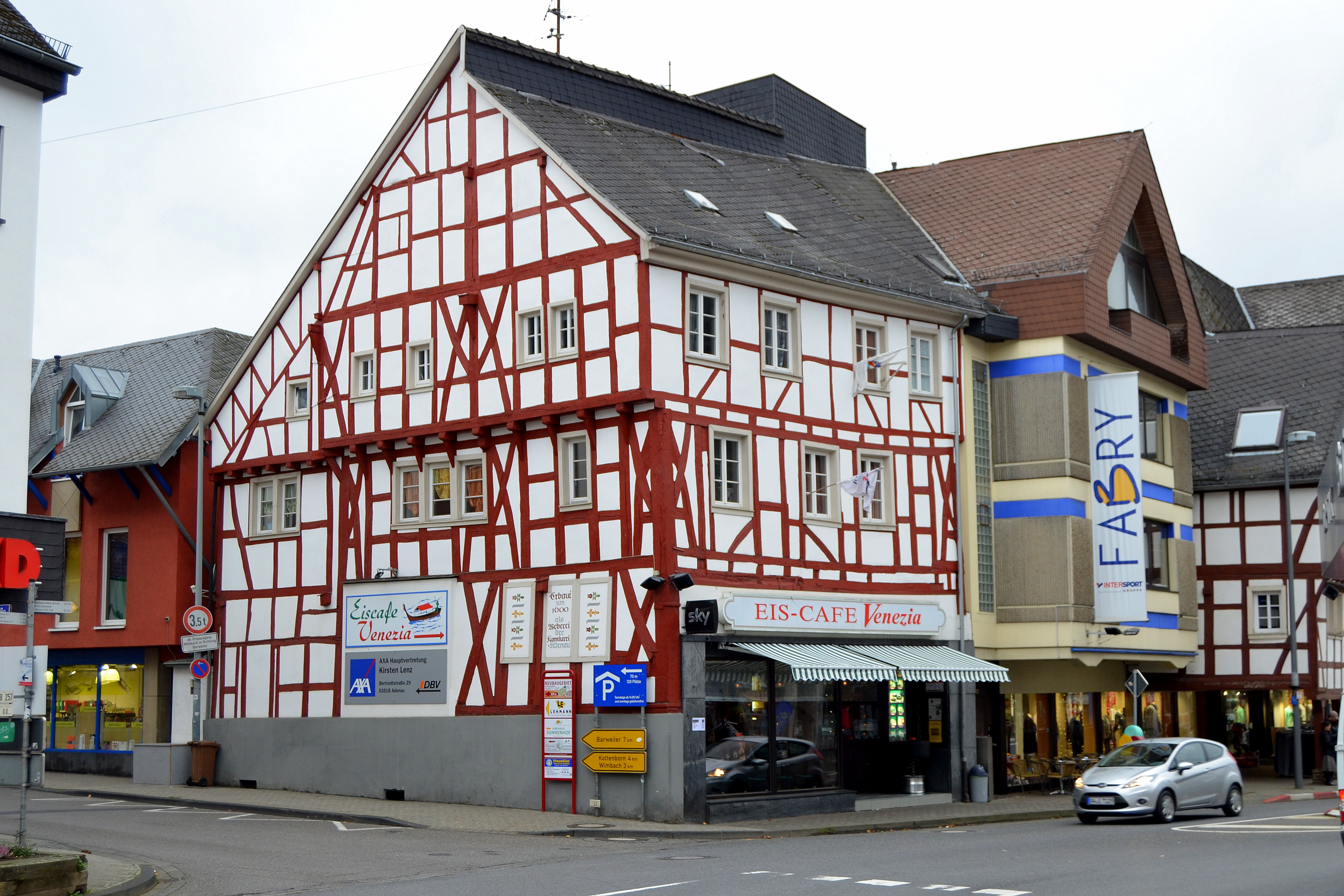
Fachwerkhaus Hauptstraße 86 in Adenau

Das Gebäude Hauptstraße 86 in Adenau, einer Stadt im Landkreis Ahrweiler in Rheinland-Pfalz, wurde im 16. oder 17. Jahrhundert errichtet. Das Fachwerkhaus an der Ecke zur Wimbachstraße ist ein geschütztes Kulturdenkmal.
Das dreigeschossige Wohn- und Geschäftshaus wurde im 18. oder 19. Jahrhundert aufgestockt und verändert. 
Die Fachwerkstruktur ist unregelmäßig mit sogenannten Mannfiguren als Streben.